# Легітимність бомбардувань НАТО в Югославії
Легітимність бомбардувань НАТО в Союзній Республіці Югославії стала предметом гострої дискусії, в яку включилися окремі політики і філософи, такі, наприклад, як Ноам Чомскі.
Основний критерій, що визначає законність будь-якого акту війни — це міжнародне право.
У випадку з бомбардуванням Югославії питання ще більш ускладнюється статутами інших організацій, таких, як статут НАТО і Статут ООН, розроблених відповідно до чинного раніше міжнародного законодавства. Таким чином, питання було дуже неясним: деколи і прихильники обох точок зору посилалися на зручне їм законодавство, обґрунтовуючи їх твердження про те, чи була війна легітимною, чи ні.
Прихильники даної кампанії стверджують, що дії НАТО припинили етнічну чистку албанського населення на території Косова, а також результати бомбардування прискорили падіння уряду Слободана Милошевича, якому приписували міжнародну ізоляцію Югославії, велику кількість воєнних злочинів і грубі порушення прав людини.
Інші розглядають дії НАТО як незаконні. Ноам Чомскі засудив військову кампанію НАТО в Югославії, зокрема повітряні бомбардування, які, крім військових об'єктів, включали бомбардування систем електро- і водопостачання, а також телевізійні станції.

## Гуманітарні аргументи
В березні 1999 року НАТО розпочало свою кампанію, щоб зупинили гуманітарну катастрофу, яка в той час набирала обертів у Косові, а також захистити албанців від етнічних чисток.

## Юридичні аргументи

### Аргумент НАТО по легітимності бомбардування
В НАТО стверджували, що умови в Косово створюють загрозу регіональній стабільності. Тому деякі уряди країн членів НАТО стверджували, що вони мали законний інтерес до подій в Косово, у зв'язку з їх впливом на стабільність усього регіону, який має відношення до Альянсу.

### Статут ООН
Заборона на використання сили в статуті ООН, згадується в Статті 2 пункт 4:
Усі Члени Організації Об'єднаних Націй утримуються в своїх міжнародних відносинах від погрози силою або її застосування як проти територіальної недоторканності або політичної незалежності будь-якої держави, так і якимось
Але також в статуті передбачено два конкретні винятки проти цієї заборони. Перший, знаходиться в Главі VII, де Рада Безпеки має право виконати свою відповідальність за підтримку міжнародного миру і безпеки. Відповідне рішення згадується в Статті 42:
Якщо Рада Безпеки вважатиме, що заходи, передбачені в статті 41, можуть виявитися недостатніми або вже виявилися недостатніми, вона має повноваження вжити такі дії повітряними, морськими або сухопутними силами, які виявляться необхідними для підтримки або відновлення міжнародного миру й безпеки. Такі дії можуть включати демонстрації сили, блокаду й інші операції повітряних, морських або сухопутних сил Членів Організації.
Другий конкретний виняток міститься у Статті 51, щодо права на самооборону.
Даний Статут жодним чином не зачіпає невід'ємного права на індивідуальну або колективну самооборону, якщо відбудеться збройний напад на Члена Організації, доти, поки Рада Безпеки не вдасться до заходів, необхідних для підтримки міжнародного миру й безпеки. Дії, вжиті Членами Організації при здійсненні цього права на самооборону, мають бути негайно повідомлені Раді Безпеки й жодним чином не повинні зачіпати повноважень і відповідальності Ради Безпеки, відповідно до цього Статуту, відносно вжиття в будь-який час таких дій, які вона вважатиме за необхідні для підтримки міжнародного миру й безпеки.
НАТО не мали підтримки в Раді Безпеки Організації Об'єднаних Націй на застосування сили в Югославії, і не стверджували, що збройний напад стався проти іншої держави. Прихильники НАТО стверджують, що дії були відповідно до Статуту Організації Об'єднаних Націй, заявивши, що Статут ООН забороняє не спровоковані атаки тільки окремих держав, але звільняє від відповідальності за не спровоковані напади військових коаліцій кількох держав, таких, як НАТО. Тож основним питанням залишається: чи порушили держави-члени НАТО, США і європейські держави Статут ООН, напавши на члена ООН з відсутністю нападу на них і під час відсутності санкції Ради Безпеки.
ООН вважає, що НАТО потрібно було укласти «регіональну угоду» згідно Статті 52:
1. Даний Статут жодним чином не перешкоджає існуванню регіональних угод або органів для розв'язання питань, що стосуються підтримки міжнародного миру й безпеки, які відповідають регіональним діям, за умови, що такі угоди або органи та їхня діяльність сумісні з Цілями й Принципами Організації.

2. Члени Організації, що уклали такі угоди або складають такі органи, повинні докласти всіх зусиль для досягнення мирного розв'язання місцевих конфліктів за допомогою таких регіональних угод або таких регіональних органів до передачі цих конфліктів у Раду Безпеки.
3. Рада Безпеки повинна заохочувати розвиток застосування мирного розв'язання місцевих конфліктів за допомогою таких регіональних угод або таких регіональних органів або з ініціативи зацікавлених держав, або за своєю власною ініціативою.

4. Дана стаття жодним чином не заперечує застосування статей 34 і 35.
Тим не менше, політика ООН по військовій інтервенції в силу регіональних угод у Статті 53 передбачає, що:
1. Рада Безпеки використовує, де це доречно, такі регіональні угоди або органи для примусових дій під її керівництвом. Проте ніякі примусові дії не вживаються, в силу цих регіональних угод або регіональних органів, без повноважень від Ради Безпеки, за винятком заходів, передбачених статтею 107, проти будь-якої ворожої держави, як вона визначена в пункті 2 даної статті, або дій, передбачених у регіональних угодах, спрямованих проти поновлення агресивної політики з боку будь-якої такої держави до того часу, коли на Організацію, на прохання зацікавлених Урядів, може бути покладена відповідальність за попередження подальшої агресії з боку такої держави.

2. Термін «ворожа держава», як він застосований у пункті 1 даної статті, стосується будь-якої держави, що протягом другої світової війни була ворогом кожної з держав, що підписали даний Статут.

### Статут НАТО
НАТО виправдовує дії в Косово відповідно до Статті 4 свого статуту, що передбачає:
Договірні сторони завжди будуть консультуватися один з одним, в разі якщо, на думку якоїсь із них, територіальна цілісність, політична незалежність чи безпека будь-якої з Договірних сторін опиняться під загрозою.
Оскільки дії НАТО в Косово були прийняті після консультацій з усіма членами, були затверджені голосуванням, і за них ручалися кілька членів НАТО, НАТО стверджує, що дії Альянсу були відповідно до його статуту.
Однак деякі фахівці стверджують, що Стаття 5 Статуту НАТО обмежує використання сили до ситуації, коли член НАТО зазнав нападу. Тому стверджується, що дії НАТО були з порушенням власного статуту. Критики цієї теорії стверджують, що мета Статті 5 є вимога всіх членів НАТО реагувати, коли будь-який член НАТО піддається нападу, не обмежувати обставини, при яких НАТО буде вибирати чи використовувати силу.
Влада Югославії також зазначала, що ситуація в країні не становить загрози для будь-якого з членів НАТО.

### Віденська конвенція
Згідно зі Статтею 52 Віденської конвенції про право міжнародних договорів у підписанні Угоди Рамбує Сербією, можна зробити висновок, що угода є недійсною у зв'язку з погрозою силою або її застосуванням.
Договір є нікчемним, якщо його укладення стало результатом погрози силою або її застосування на порушення принципів міжнародного права, втілених у Статуті Організації Об'єднаних Націй. 
Оскільки більшість договорів підписуються в той час як вже є загроза використання сили, більшість вчених погоджується, що Стаття 52 відноситься лише до застосування сили, що є порушенням принципів міжнародного права, втілених у Статуті Організації Об'єднаних Націй. Таким чином, питання про те, чи є договір дійсним залежить від іншого питання, чи використовувало НАТО силу з порушеннями принципів Організації Об'єднаних Націй.

## Міжнародне визнання дій НАТО
Генеральний секретар ООН Кофі Аннан підтримав інтервенцію в принципі, та зазначив: «Є моменти, коли застосування сили може бути законним у прагненні до миру», але критикував односторонні дії НАТО. Він стверджував: «Рада Безпеки несе головну відповідальність за підтримання міжнародного миру та безпеки — і це явно визнається в Північноатлантичному договорі. Тому Рада повинен брати участь у прийнятті будь-якого рішення про застосування сили».
Італія, будучи членом НАТО, була проти операції НАТО у зв'язку з загрозою біженців до Італії. Також неохоче погодилися на цю операцію інші члени країни НАТО, такі, як Польща, Угорщина, Чехія.
Інші країни, які засудили бомбардування: Росія, Білорусь, Китай, Індія, Ірак, Сирія, Лівія і Алжир. Іран також засудив бомбардування, назвавши кампанію «незаконною».
В день початку бомбардувань Росія закликала Раду Безпеки ООН розглянути «надзвичайно небезпечну ситуацію, викликану односторонньою військовою акцією Організації Північноатлантичного договору (НАТО) проти Союзної Республіки Югославії». Тим не менш, проект резолюції, представлений спільно Росією, Білоруссю та Індією, щоб зажадати «негайного припинення застосування сили проти Союзної Республіки Югославії» зазнав поразки. Були тільки три голоси «за» (Росія, Китай і Намібія), дванадцять «проти» і не було варіанту «утрималися». Аргентина, Бахрейн, Бразилія, Габон, Гамбія, Малайзія, і Словенія, а також країни члени НАТО — США, Велика Британія, Франція, Канада, та Нідерланди проголосували проти нього.